# David Hammons
David Hammons, né le 24 juillet 1943, à Springfield dans l'Illinois est un sculpteur, photographe, vidéaste, performeur, écrivain et installateur américain. Il est une des figures éminentes du Black Arts Movement.
Son travail s'inspire de la réalité quotidienne des Afro-Américains dans ses œuvres, et d'un enracinement dans la culture africaine pour créer une nouvelle esthétique mêlant l'art occidental et les influences des racines africaines propres à l'histoire et à la culture afro-américaines.

## Biographie

### Jeunesse et formation
David Raymond Hammons est le cadet des dix enfants d'une mère célibataire en difficulté sociale. Durant son enfance, David Hammons a été le témoin des injustices par la confrontation au racisme auquel sont exposés les Afro-Américains, ce qui lui a donné une conscience aiguë des disparités sociales et raciales. En 1962, après ses études secondaires, il s’installe à Los Angeles pour étudier les beaux arts au Los Angeles City College pendant un an, puis la publicité au Los Angeles Trade–Technical College (en), puis il est accepté au Chouinard Art Institute d'où il sort diplômé en 1968, enfin, il suit des cours du soir pour se perfectionner auprès de l'Otis College of Art and Design de 1968 à 1972 où il suit les cours de Charles White (artist) (en), un peintre, graveur et muraliste afro-américain, qui avait travaillé pour la WPA (Works Progress Administration) dans les années 1930, ces cours ont donné à David Hammons, la conviction que l'art pouvait être une forme de militantisme et un vecteur de changement social. Par ailleurs parmi ses maîtres on peut citer Bruce Nauman, John Baldessari et Chris Burden dont les œuvres l'ont inspiré. À partir des années 1960, il commence sa série dite des Body Prints ou impressions corporelles, procédé qui consiste à appliquer de la graisse sur son corps et ses vêtements puis de se coller contre une planche, pour faciliter le transfert et la fixation de l'image sur la planche, David Hammons saupoudre son corps et ses vêtements de graphite ou de pigment. L'image qui en résulte ressemble à un négatif photographique,,,.  

### Carrière
Une fois ses études achevées en 1972, il emménage à New York où il commence à se faire connaître. Inspiré par le dadaïsme, il utilise pour ses sculptures des détritus comme des cheveux récupérés dans des salons de coiffure, des os de poulet, des bouchons de bouteilles, des bouteilles d'alcool vides, etc,,,. Au cours de cette période (1965 / 1976) , David Hammons s'implique dans le Black Arts Movement dont il sera  l'une des figures marquantes. À New York, il fait partie d'un groupe d'artistes afro-américains qui exposent à la galerie d'art Just Above Midtown fondée par Linda Goode Bryant, parmi ces artistes notons Howardena Pindell, Lorraine O'Grady, Adrian Piper, Lorna Simpson, Dawoud Bey (en), Senda Nengudi et Butch Morris. La première exposition de Hammons au JAM a été controversée parce qu'il utilisait des matériaux non conventionnels tels que des sacs de papier, des cheveux, des os,.
Le photographe Dawoud Bey (en) publie des photos sur des installations et performances de David Hammons comme Bliz-aard Sale (1983), qui montre David Hammons vendant des boules de neige dans la rue (à côté d'autres vendeurs de rue) devant l'université Cooper Union, Pissed Off (1981) où il urine sur la sculpture TWU de Richard Serra située à l'extérieur de la station de métro Franklin Street,.
Dans les années 2000, Hammons commence à se faire connaître à l'étranger, au Japon en 2002, en Afrique en 2004, Égypte en 2008. 
En 2007, avec son épouse l'artiste Chie Hasegawa, il fait une exposition dans une galerie de l'Upper East Side, où ils présentent des manteaux de fourrure luxueux qui avaient été brûlés, coupés, balayés avec de la peinture, cherchant à montrer la violence envers les animaux, et se moquant des privilégiés fréquentant la galerie.
David Hammons a acheté un entrepôt à Yonkers, ville proche de New York, pour y ouvrir sa propre galerie.
David Hammons avec l'Hudson River Park (en) a développé en 2020 un projet d'art public, intitulé Day's End (en),.

### Vie personnelle
David Hammons vit à New York depuis 1972.  
Il était représenté par l'agent artistique et galeriste Jack Tilton (en), décédé des suites d'un cancer en 2017,,. 
Le 13 février 1966, il épouse Rebecca Williams, le couple divorce en 1972. 
Le 15 août 2003, il épouse Chie Hasegawa,,.

## Œuvres

### Livres
- (en-US) Co-écrit avec  Steve Cannon, Kellie Jones, Tom Finkelpearl, David Hammons: Rousing the Rubble, MIT Press, 18 septembre 1991, 95 p. (ISBN 9780262031844),
- (en-US) Co-écrit avec  John Farris & Ulrich Loock, Blues and the Abstract Truth, Kunsthalle Bern, 1er septembre 1998, 34 p. (ISBN 9783857801129),

### Sculptures, photographies, installations, performances (sélection)

#### Les body prints
Les body prints sont des réalisations de David Hammons qu'il a faites en pressant sa peau et ses vêtements, enduits de graisse ou de margarine, contre une planche ou une feuille de papier et saupoudrant ensuite la surface de graphite ou de pigment. Elles ont été créées après les assassinats de Martin Luther King Jr. et de Robert F.Kennedy et pendant une période d'émeutes raciales et de manifestations contre la guerre du Vietnam. 
- 1968 : The King's Show Has Ended Let's Give Him a Hand[7],
- 1968 : America the Beautiful[7],
- 1968 : Boy with Flag[7]
- 1969 : Pray for America[23],
- 1969 : Close YOur Eyes and See Black[24],
- 1970 : Injustice Case[25],
- 1970 : Black First, America second [7],

#### Sculptures
- 1972 : Spade[26],

- 1973 : Spade with Chains[27],
- 1987 : Free Nelson Mandela (sculpture) (en)[28],

#### Travail sur tissus
- 1978 : Afro Asian Eclipse[29],
- 1990 : African American Flag (en)[30],

#### Travail sur papier
- 1970 : Bag Lady in Flight[31]

#### Travail avec des cheveux[32]
- 1978 : Flight Fantasy,
- 1992 : Untitled,
- 1998 : Untitled,
- 2000 : Rockhead,
- 2001 : Hair Relaxer[33],

#### Installations
- 1980 : Victory Over Sin[34],
- 1981 : Pissed off
- 1982 : Messages to the Public[35],
- 1983 : Bliz-aard Ball Sale[11],
- 1986 : Higher Goals[36],
- 2002 : Concerto in Black and Blue[37],[38]

#### Peinture
- 1988 : How Ya Like Me Now[39],[40],

## Prix et distinctions
- 1984 : boursier de la fondation John-Simon-Guggenheim, catégorie beaux-arts[41].
- 1991 : boursier de la fondation MacArthur, catégorie art visuel en 3D[42],
- 1992 : lauréat du prix de Rome, catégorie arts visuels[19],
- 2008 : élection comme membre de l'Académie américaine des arts et des sciences[43],.

### Essais

#### Anglophones
- (en-US) Joseph E Young, Three Graphic Artists, Los Angeles County Museum of Art, 1971, 14 p. (OCLC 496291, lire en ligne), p. 7-8,
- (en-US) Elsa Honig Fine, The Afro-American Artist: A Search for Identity, Hacker Art Books, 1982, rééd. 1 janvier 2000, 328 p. (ISBN 9780030910746, lire en ligne), p. 204-205,
- (en-US) Collaborations: David Hammons & Mike Kelley (Parkett Art Magazine, No 31, 1992), Parkett-Verlag, distribué par Art Pub Inc, 1992, 216 p. (ISBN 9783907509814, lire en ligne),
- (en-US) Robert Sill, David Hammons In The Hood, Illinois State Museum, 1er janvier 1994, 63 p. (ISBN 9780897921442),
- (en-US) David C. Driskell, African American Visual Aesthetics: A Postmodernist View, Smithsonian Books, 1995, rééd. 17 janvier 1996, 140 p. (ISBN 9781560986058, lire en ligne), p. 121-135,
- (en-US) John Riddle, African-American artists of Los Angeles oral history transcript, 1992-1993, Oral History Program, University of California, Los Angeles, 2000, 542 p. (OCLC 1038769752, lire en ligne), p. 101-112, 163-179,

#### Francophones
- Elvan Zabunyan, Black is a color : Une histoire de l'art africain-américain, Dis voir, 26 novembre 2004, 288 p. (ISBN 9782914563185),
- Daniel Soutif, The color line : Les artistes africains-américains et la ségrégation 1865-2016, Coédition Flammarion, 26 octobre 2016, 400 p. (ISBN 9782081355521),

### Articles
- (en-US) Kellie Jones, « Interview: David Hammons », Art Papers,‎ juillet/ août 1988 (lire en ligne),
- (en-US) Raymond Hernández-Durán, « American Costume, 1970 by David Hammons », Art Institute of Chicago Museum Studies, Vol. 25, No. 1,,‎ 1999, pp. 42-43+100 (3 pages) (lire en ligne),
- (en-US) Peter Schjeldahl, « The Walker, Rediscovering New York with David Hammons. », The New Yorker,‎ 16 décembre 2002 (lire en ligne),
- (en-US) Jacqueline Francis, « The Being and Becoming of African Diaspora Art », Journal of American Studies, Vol. 47, No. 2,,‎ mai 2013, p. 405-416 (12 pages) (lire en ligne),
- (en-US) Andrew Russeth, « Looking at Seeing: David Hammons and the Politics of Visibility », Art News,‎ 17 février 2015 (lire en ligne),
- (en-US) Holland Cotter, « David Hammons Is Still Messing With What Art Means », The New York Times,‎ 24 mars 2016 (lire en ligne),
- (en-US) Calvin Tomkins, « David Hammons Follows His Own Rules », The New Yorker,‎ 2 décembre 2019 (lire en ligne),